# 梅塞德丝·卡尔德龙
梅塞德丝·卡尔德龙（西班牙語：Mercedes Calderón，1965年9月1日—），古巴前女子排球运动员。她曾代表古巴国家队参加1992年夏季奥林匹克运动会排球比赛，结果获得一枚金牌。